# Ryan Phillippe
Matthew Ryan Phillippe (ur. 10 września 1974 w New Castle) – amerykański aktor, scenarzysta, producent i reżyser.

## Życiorys

### Wczesne lata
Urodził się w New Castle jako jedyny syn chemika Richarda Phillippe’a i Susan. Dorastał w południowej Filadelfii z trzema siostrami: Kirsten, Lindsay i Katelyn. W szkole średniej chętnie grał w piłkę nożną i koszykówkę, zdobył czarny pas w taekwondo. Mając 17 lat wziął udział w reklamie przenośnej konsoli firmy Nintendo.
W 1992, po ukończeniu New Castle Baptist Academy w New Castle, w stanie Delaware, przeniósł się do Nowego Jorku, a rok potem przeprowadził się do Los Angeles.

### Kariera
Trafił na srebrny ekran w operze mydlanej ABC Tylko jedno życie (One Life to Live, 1992–1993) w roli nastoletniego geja. Na dużym ekranie zadebiutował u boku Denzela Washingtona i Viggo Mortensena w dreszczowcu Karmazynowy przypływ (Crimson Tide, 1995) jako marynarz Grattam. W horrorze Koszmar minionego lata (I Know What You Did Last Summer, 1997) zagrał postać prześladowanego nastolatka, zdobywając nominację do nagrody Blockbuster Entertainment.
Za rolę barmana w legendarnym nocnym klubie nowojorskim lat 70. w dramacie Klub 54 (54, 1998) był nominowany do węgierskiej nagrody Złotego Klapsa (Csapnivaló) w Budapeszcie oraz do antynagrody Złotej Maliny jako najgorszy aktor. Międzynarodowe uznanie krytyków przyniosła mu rola zdegenerowanego i cynicznego uczelnianego uwodziciela z bogatej rodziny, który w głębi serca odkrywa uczucia w melodramacie Szkoła uwodzenia (Cruel Intentions, 1999), za którą otrzymał nominację do nagrody MTV i Teen Choice. Na planie tego filmu grał parę wraz ze swoją narzeczoną a później żoną, Reese Witherspoon. Znalazł się w gwiazdorskiej obsadzie dwóch uhonorowanych licznymi nagrodami filmów – Gosford Park (2001) i Miasto gniewu (Crash, 2004).
Pojawiał się także w teledyskach, m.in. Placebo do piosenki „Every You, Every Me” (1999) oraz grupy OutKast do piosenki „Hey Ya!” (2003).

## Życie prywatne
Swoją przyszłą żonę Reese Witherspoon poznał na przyjęciu z okazji jej 21. urodzin w marcu 1997 roku. Para zaręczyła się w grudniu 1998 roku. W marcu 1999 roku publicznie ogłosili swoje plany małżeńskie, a pobrali się 5 czerwca 1999 roku w Old Wide Awake Plantation w Charleston w Karolinie Południowej. Mają dwoje dzieci – córkę Avę Elizabeth (ur. 9 września 1999) i syna Deacona Phillippe’a (ur. 23 października 2003). Ich córka Ava otrzymała imię po aktorce Avie Gardner, zaś syn po jego dalekim krewnym Deaconie Phillippe, który w latach 20. był zawodnikiem baseballu na pozycji miotacza w drużynie Pittsburgh Pirates. Jednak w listopadzie 2006 doszło do separacji, a 5 października 2007 para wzięła rozwód. Ze związku z aktorką Alexis Knapp ma córkę Kailani Merizalde Phillippe Knapp (ur. 1 lipca 2011). W latach 2011–2016 spotykał się ze studentką prawa Pauliną Slagter.

## Filmografia

### Filmy fabularne
- 1994: Zagadka śmierci gubernatora (A Perry Mason Mystery: The Case of the Grimacing Governor, TV)
- 1995: Rój – Kolejny Atak (Deadly Invasion: The Killer Bee Nightmare, TV) jako Tom Redman
- 1995: Karmazynowy przypływ (Crimson Tide) jako marynarz Grattam
- 1996: Sztorm (White Squall) jako Gil Martin
- 1996: Przybysz (Invader) jako Ryan
- 1997: Koszmar minionego lata (I Know What You Did Last Summer) jako Bary Cox
- 1997: Donikąd (Nowhere) jako Shad, brat Allysy
- 1997: Mały smutny chłopiec (Little Boy Blue) jako Jimmy West/Danny Knight
- 1998: Amatorzy w konopiach (Homegrown) jako Harlan Dykstra
- 1998: Gra w serca (Playing by Heart) jako Keenan
- 1998: Klub 54 (54) jako Shane O’Shea
- 1999: Szkoła uwodzenia (Cruel Intentions) jako Sebastian Valmont
- 2000: Desperaci (The Way of the Gun) jako Parker
- 2000: Człowiek firmy (Company Man) jako Petrov
- 2001: Konspiracja.com (Conspiracy.com) jako Milo Hoffman
- 2001: Gosford Park jako Henry Denton
- 2002: Ucieczka od życia (Igby Goes Down) jako Oliver Slocumb
- 2003: Moje ja (The I Inside) jako Simon Cable
- 2004: Miasto gniewu (Crash) jako oficer Hanson
- 2006: Teoria chaosu (Chaos) jako Shane Dekker
- 2006: Sztandar chwały (Flags of Our Fathers) jako John Bradley
- 2006: Pięć palców (Five Fingers) jako Martijn
- 2007: Breach jako Eric O’Neill
- 2008: Stan spoczynku (Stop-Loss) jako Brandon King
- 2008: Franklyn jako Jonathan Preest
- 2010: MacGruber jako porucznik Dixon Piper
- 2010: Klub Bang Bang jako Greg Marinovich
- 2011: Mokra robota (Set up) jako Vincent Long
- 2011: Prawnik z lincolna (The Lincoln Lawyer) jako Louis Roulet
- 2012: Revenge for Jolly! jako Bachmeier
- 2013: Straight A’s jako Scott
- 2014: Odzyskać dziecko (Reclaim) jako Steven
- 2014: Catch Hell jako Reagan Pearce
- 2015: Pragnienie zemsty (Return to Sender) jako Facet od dostawy
- 2017: Wish Upon jako Jonathan Shannon

### Seriale TV
- 1992–1993: Tylko jedno życie (One Life to Live) jako Billy Douglas
- 1993: Tajemnice jeziora sukcesu (The Secrets of Lake Success) jako Stew Atkins
- 1994: Na południe (Due South) jako Del Porter
- 1994: Matlock jako Michael
- 1996: Po tamtej stronie (The Outer Limits) jako Rusty Dobson / Russle
- 1996: Szpital Dobrej Nadziei (Chicago Hope) jako David Holgren
- 2000: Bobby kontra wapniaki (King of the Hill) jako Wally (głos)
- 2012: Układy (Damages) jako Channing McClaren
- 2014: Męska robota (Men at Work) w roli samego siebie
- 2015: Podejrzany (Secrets and Lies) jako Ben Crawford
- 2015: Robot Chicken jako George Taylor / Reggie Mantle (głos)
- 2016: WWE SmackDown w roli samego siebie
- 2016–2018: Shooter jako Bob Lee Swagger
- 2017: Brooklyn 9-9 jako Milton Boyle
- 2017: Famous In Love w roli samego siebie